# Juan Carlos González
Juan Carlos González Ortiz (Montevideo, 1924. augusztus 22. – Buenos Aires, Argentína, 2010. február 15.) világbajnok uruguayi labdarúgó, hátvéd.

## Pályafutása

### Klubcsapatban
1944 és 1956 között a Peñarol labdarúgója volt és hat bajnoki címet szerzett a csapattal.

### A válogatottban
1950 és 1952 között hét alkalommal szerepelt az uruguayi válogatottban. Az 1950-es brazíliai világbajnokságon aranyérmes lett a csapattal.

## Sikerei, díjai
Uruguay
- Világbajnokság
  - aranyérmes: 1950, Brazília

 Peñarol
- Uruguayi bajnokság
  - bajnok (6): 1944, 1945, 1949, 1951, 1953, 1954